# El reino de los gángsters
El reino de los gángsters es una película de drama, crimen y suspenso mexicana de 1948, producida, dirigida por Juan Orol y protagonizada por el mismo Orol y Rosa Carmina. Es considerada como una película de culto dentro del Cine mexicano y seguida por una secuela lanzada y titulada el mismo año, Gángsters contra charros.

## Argumento
Johnny Carmenta (Juan Orol) es un pistolero que encabeza una banda de gánsteres. Carmenta actúa en secreto como una especie de El Zorro, ayudando a los desprotegidos. Carmenta quiere eliminar a su cuñado (Enrique Zambrano), quién sedujo a su hermana (Lilia Prado), desatando toda una confusión. Una segunda hermana (Juanita Riverón), ignorando la identidad de Carmenta, trata de envenenarlo y Helen (Rosa Carmina), su amante, le hace caer en una trampa en la que ha de enfrentar a su hermano policía (Manuel Arvide) que (también ignorando la verdadera identidad de Carmenta), le dispara. Carmenta muere, creando un sentimiento de culpa en todos sus seres queridos por su comportamiento.

## Reparto
- Juan Orol ... Johnny Carmenta
- Rosa Carmina ... Helen
- Lilia Prado
- Manuel Arvide
- Juanita Riverón
- Enrique Zambrano
- Kiko Mendive

## Comentarios
Primera cinta de la saga de películas mexicanas estelarizadas por el célebre gánster Johnny Carmenta, interpretado por el actor y director mexicano de origen español Juan Orol. Fue filmada de forma simultánea a la cinta Gángsters contra charros (1948), estrenada poco después. Las cintas en realidad no tienen una continuidad. La saga de Carmenta continuó en filmes como El charro del arrabal (1948), Sandra, la mujer de fuego (1954), El sindicato del crimen (La antesala de la muerte) (1954) y México de noche (1974).
La cinta está llena de una serie de errores técnicos (característicos del cine de Orol) que le han dado un lugar dentro del llamado Cine de culto:
-Señor Orol, ¿por qué durante la balacera está usted vestido de blanco y en la siguiente secuencia está usted vestido de negro?.
Orol en lugar de decir que había sido un fallo de continuidad respondió: 
-Creo que después de matar a tanta gente tenía que salir de luto.